# Ellobius
Ellobius là một chi động vật có vú trong họ Cricetidae, bộ Gặm nhấm. Chi này được Fischer miêu tả năm 1814. Loài điển hình của chi này là Mus talpinus Pallas, 1770.

## Các loài
Chi này gồm các loài: